# 金福童
金 福童（きん ふくどう、韓国語:김 복동、キム ボクドン、キム ポットン、1926年4月19日 - 2019年1月28日）は、元日本軍慰安婦だったと主張していた女性。活動家としては新参の立場であったが、韓国挺身隊問題対策協議会（挺対協）に所属する慰安婦の中心人物であった吉元玉が衰弱したことにより活動の中心人物に躍進。挺対協の国内外の活動に協力的なために優遇され、挺対協管理の施設に死没するまで住んでいた。

## 経歴
日本統治時代の朝鮮慶尚南道梁山郡生まれ。1992年、慰安婦であったことを公表。『宝石』1992年5月号の臼杵敬子論文で紹介された。「14歳のとき、村の区長から挺身隊として軍服工場で働くようにいわれ、行ってみると広東の慰安所だった」、「1940年代に広東・香港・シンガポール・オランダ領東インドで軍人の性行為の相手をさせられていた」と慰安所として証言を行った。歴史家の秦郁彦からは「4年間に香港、スマトラ、ジャワ、シンガポールなどを転々としたというが、こんなに頻繁な転勤は考えられない。」と否定的な見解を示してしている。
2013年5月、同じ挺対協に協力的な吉元玉と共に来日し、吉見義明が帯同して岡山、奈良、大阪等での集会に出席し、24日に、大阪市長橋下徹との会見する約束になっていたが、当日朝に中止した。慰安婦問題について日本国政府が正確な事実認識・謝罪・賠償することを求め、また、吉元玉とともに被害者支援基金の設立を提唱した。
2013年9月18日、フランス、パリのシャイヨー宮前で「朝鮮戦争当時（初版原文）、日本植民地時代当時（改版原文）、日本軍に無惨に踏みにじられて悔しい思いをさせられた。日本が誤りを悔いて慰安婦被害者の問題を解決できるように助けて」と演説した。
2015年4月、日本外国特派員協会で記者会見するために訪日。ドイツのベルリンを訪問し、日本大使館前で拡声器を用いて「ドイツ国民に慰安婦問題を伝えるためにここまで来た」と宣言するなど積極的な活動を行った。
2018年に韓国挺身隊問題対策協議会が日本軍性奴隷制問題解決のための正義記憶財団と合併し、日本軍性奴隷制問題解決のための正義記憶連帯(正義連)を旗揚げすると、同団体に移籍した。2019年1月28日、死去。告別式は水曜デモを行っていたソウル日本大使館の前で行われ、韓国外交部の康京和長官をはじめ、法務部の朴相基長官、潘基文元国連事務総長、文喜相韓国国会議長のほか韓国与野党の多数の議員が弔問に訪れ、29日には文在寅大統領が弔問し、遺影の前で土下座をして敬意を表した。
2月1日、在日本朝鮮人総聯合会傘下の在日本朝鮮人人権協会性差別撤廃部会が日本の首相官邸前で追悼集会を開き、日本政府に抗議を続けることを報告した。
8月8日、生前密着取材したドキュメンタリー映画「金福童」が公開されたが、韓国挺身隊問題対策協議会は無償にしてもらった上映費を其の数倍の経費として支出したとすることで中抜きをしていたことや上映のためとして集めた寄付金を収益として横領していたことが発覚する。2023年1月28日の日本上映に際しては、仁藤夢乃・一般社団法人Colabo代表、北原みのり・希望のたね基金理事からの称賛を受けた。

## 奨学事業
2016年5月、大韓民国傘下の民団の韓国学校ではなく、北朝鮮傘下の在日朝鮮総連の朝鮮学校の生徒を支援するために5000万ウォンを韓国挺身隊問題対策協議会（挺隊協、当時）に寄付し、それを元に「金福童奨学基金」を創設。
2018年9月、平成30年台風第21号で吉元玉と共に訪日し、被災した大阪朝鮮学校を支援するために約100万円の寄付、100人以上出た日本人被災による死者へとして100万ウォン（約10万円）の寄付を行ったが、韓国挺身隊問題対策協議会は用途以外に利用して日本側には一切寄付されなかった。同年、奨学制度を「金福童の希望」に改称。
2019年3月、挺隊協の後継団体日本軍性奴隷制問題解決のための正義記憶連帯(正義連)は、金に対する弔慰金などを財源に「金福童奨学金」に拡大再編し、朝鮮学校生徒向けとは別に、「国内の市民・社会団体活動家の子女の大学生」に対象を限定した奨学金を新たに創設した。
2020年5月、正義連に対する元慰安婦からの告発に関連して、「金福童奨学金」の受給者が、全員市民団体活動家の子女であることが判明した。正義連は、市民団体活動家の子女だけに奨学金を支給する理由として、故人の意思であると説明したが、具体的な遺言状の内容などは公表しなかった。

## 金福童センター
ウガンダにおいて、金福童をたたえ、世界に人権と平和のメッセージを発信する目的で、正義連は2019年6月「金福童センター」建設計画を発表し、募金活動を開始した。当初の計画では、金福童の追悼施設、旧日本軍の慰安婦問題に関する歴史館、ウガンダ内戦歴史館、学校、共同耕作地などを造成するとしていた。しかし、ウガンダ側にウガンダに日本との問題を持ち込むなと言われた事を理由に計画は白紙撤回された。新たにアメリカのワシントンにセンターを建設する計画を再推進していたが、寄付金不足や新型肺炎の影響などで、事業の目途はたっていない。

## 関係項目
- 仁藤夢乃[10][24]
- 北原みのり[10]